# Felinoterapie

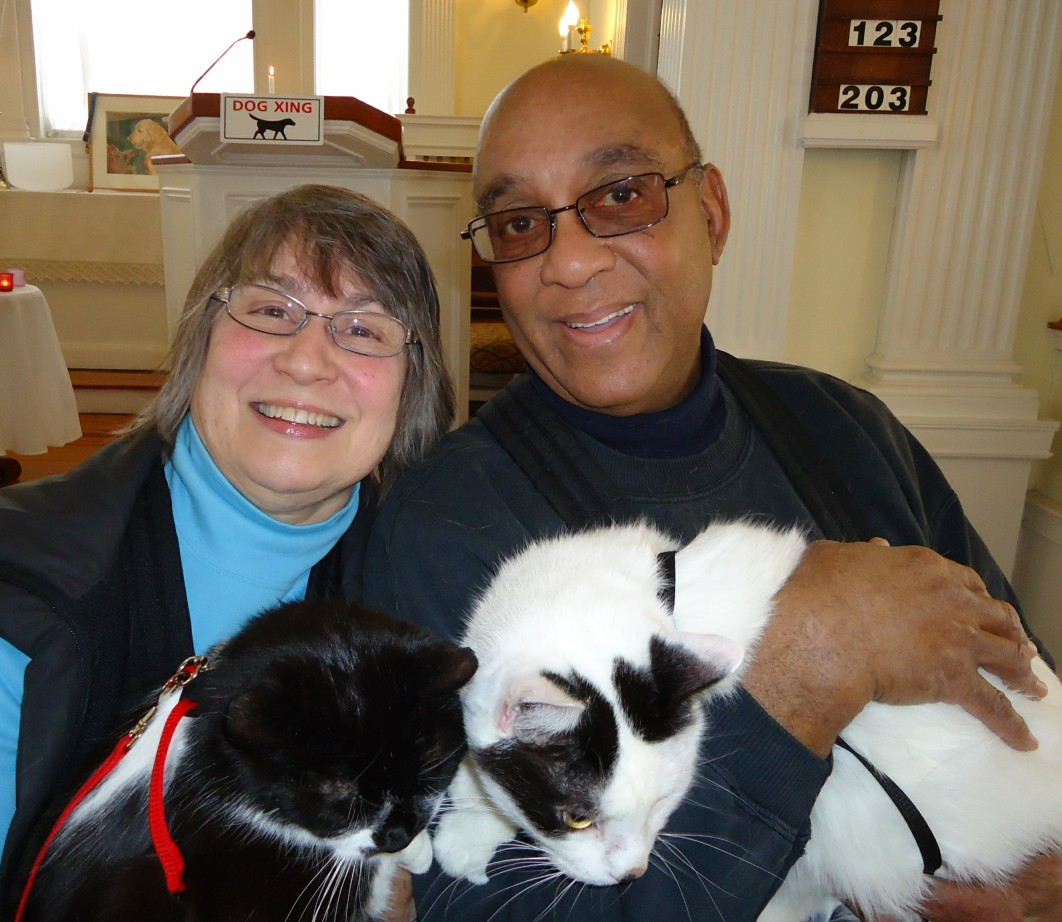
Kočky při felinoterapii

Felinoterapie patří podobně jako canisterapie mezi zooterapie, resp. zoorehabilitace. Jedná se o podpůrnou léčbu somatických i psychických poruch či aktivizační metodu. Jejím principem je přímý kontakt pacienta (klienta) s kočkou. V anglosaských a dalších zemích není běžné oddělování jednotlivých druhů terapií drobnými domácími zvířaty (např. Pet Partners, Tiere helfen Menschen či HAMA, Izrael).

## Druhy terapie
Rozlišujeme tyto možnosti využití:
1. AAT (Animal Assisted Therapy) – terapie, při níž kočka tvoří nedílnou součást terapeutického procesu, kontakt s pacientem je řízený, výsledky interakce jsou objektivně pozorovatelné (např. zlepšení motoriky rukou apod.). Součástí týmu je odborník v dané oblasti (fyzioterapeut, psycholog, psychiatr atd.)
2. AAA (Animal Assisted Activites) – aktivity za přítomnosti kočky. I zde by mělo jít o cílenou činnost, jejímž výsledkem je aktivizace klienta či pacienta. Na rozdíl od AAT nemusí být v týmu přítomen odborník v dané oblasti. I zde jsou výsledky interakce objektivně pozorovatelné.
3. AAE (Animal Assisted Education) - vzdělávání za asistence zvířete - přítomnosti zvířete se využívá k výchovným nebo vzdělávacím účelům. Uplatnění nachází jak v oblasti školního, tak mimoškolního vzdělávání.
4. AACr (Animal Assisted Crisis Response) - krizová asistence za přítomnosti zvířat - přirozený kontakt zvířete a člověka, který se ocitl v krizovém prostředí či situaci. Cílem tohoto kontaktu je zmírnění nebo odbourání stresu a pozitivní působení na psychický i fyzický stav klienta. Patří do rukou odborníků a nachází uplatnění u obětí domácího násilí, případně dalších trestných činů, při živelných katastrofách, teroristických útocích atd.

## Vhodnost koček pro felinoterapii
Pro felinoterapii se hodí taková kočka, která úspěšně prošla socializační fází v kotěcím věku, je zvyklá na kontakt s cizími lidmi a má z tohoto kontaktu potěšení, má klidnou, milou, vstřícnou a vyrovnanou povahu a těší ji jak změna prostředí (teritoria), tak přítomnost a doteky cizích lidí. Nezbytnou podmínkou je provedené očkování proti základním onemocněním (tzv. trojkombinace) dle očkovacího schématu. Další očkování závisejí na aktuální nákazové situaci a rozhodnutí majitele kočky. Zákonná norma v České republice tato očkování nevymezuje. Nezbytné je též pravidelné odčervování kočky, ochrana proti vnějším parazitům a pravidelné veterinární kontroly. Některé organizace či jednotlivci též nechávají u svých koček provést genetické testy či sono vyšetření na dědičné choroby specifické pro jednotlivá plemena s ohledem na práci koček v tzv. felinoterapii a jejich welfare (například HCM u mainských mývalích a ragdollů, PKD u všech plemen atd.).

## Plemena koček pracující ve felinoterapii
Nelze vymezit nejvhodnější plemeno. Vždy záleží na preferenci handlera a vztahu mezi kočkou a handlerem navzájem. Každé plemeno koček má specifické charakteristiky týkající se hmotnosti, velikosti, temperamentu, hravosti, péče o srst a nároků na potravu, odhadované délky života. Tyto charakteristiky mohou pomoci v rozhodování o nasazení specifických týmů ve specifických situacích. V zásadě je ale možné pracovat s kočkami jakéhokoliv plemene či s kočkami domácími.
V oblasti tzv. felinoterapie můžeme setkat s kočkami plemen: perská kočka, bengálská kočka, britská krátkosrstá kočka, ragdoll, mainská mývalí kočka, norská lesní kočka, siamská kočka, orientální krátkosrstá kočka, sibiřská kočka a něvská maškaráda. Pracuje se i s kočkami domácími. Zajímavé uplatnění má práce s kočkami z depozit či útulků.
O vhodnosti koček k felinoterapii dle pohlaví se vedou diskuze. Někteří dobrovolníci mají lepší zkušenost s kastrovanými kocoury, jiní upřednostňují kočky. Výjimkou není ani práce s nekastrovanými kocoury (H. Rückerová, sibiřští kocouři).

## Historie felinoterapie v České republice
Zakladatelem tzv. felinoterapie v České republice je Nezávislý chovatelský klub (NCHK) , jeden z subjektů zabývající se ochranou a chovem ušlechtilých koček. V roce 2002 byl vypracován první Zkušební řád návštěvních týmů, Metodika a Normy praxe. V České republice došlo - na rozdíl od anglosaských zemí a USA k situaci, kdy se canisterapie a felinoterapie vyvíjely jako oddělené obory. Pro felinoterapii neexistoval přímý zahraniční model, lze ji tedy označit za českou metodu. Takto ji též prezentoval NCHK na mezinárodních konferencích věnovaných zooterapiím pořádaných sdružením Filia v Brně (2003 - 2005). První návštěva v cílovém zařízení se uskutečnila v dubnu 2002 v Centru 88 v Mladé Boleslavi s ragdolly a perským kocourem.
Zařízením s nejdéle probíhající felinoterapií je Dům seniorů v Mladé Boleslavi (od roku 2002). Mezi další zařízení s probíhající felinoterapií (návštěvní službou) patří Dětský domov v Havířově, Speciální ZŠ a MŠ při fakultní nemocnici v Brně, Domov seniorů v Budislavi, Speciální MŠ v Soběslavi, Thomayerova nemocnice v Praze, Domov důchodců Domino a denní stacionáře Domovinka a Jistoty domova v Mladé Boleslavi, Domov seniorů Modrý kámen a LDN v Mnichově Hradišti a Domov seniorů Hagibor v Praze.
Felinoterapie se z České republiky rozšířila i na Slovensko, do DS a SS Kremnica, kde jsou kočky trvalou součástí zařízení.

### Organizovaná felinoterapie v České republice
Z organizací, které se felinoterapii věnují, lze jmenovat SOS kočky Hodonín, organizaci Devět životů, NCHK, sdružení Auracanis atd.

### Testování
V České republice neexistuje zákonná norma, která by stanovovala obecně závazná pravidla pro všechny poskytovatele tzv. felinoterapie. Některé organizace provádějí testy povahových vlastností koček či souhry týmu (NCHK, Auracanis). Testování však není ze zákona povinné.
Obecně lze říci, že starý model jednorázového testu souhry týmu či povahových vlastností kočky - byť i opakovaný po určitém časovém období- je již překonán a v organizacích zabývajících se poskytováním tzv. felinoterapie či obecně zoorehabilitace je postupně nahrazován trvalým sledováním a vyhodnocováním souhry týmu např. na základě pořizovaných videozáznamů.

## Další možnosti využití felinoterapie
Kromě uplatnění tzv. felinoterapie ve školských a zdravotnických zařízeních a zařízeních sociálních služeb ve formě návštěvních programů, lze tuto metodu využít i ve formě pohádek se živými zvířátky, kterým se věnuje Helena Rückerová a kolektiv (chovatelka sibiřských koček, SCHK, sdružení Auracanis) a příležitostně též NCHK.
Lze ji kombinovat též s doprovodnými činnostmi - například s tzv. terapií panenkami, zahradničením ( www.felinoterapie.estranky.cz) či ručními pracemi.

## Pojem felinoterapie v zahraničí
Felinoterapie se již rozšířila i do Polska, zde je používán název felinoterapia. Pracují s kočkami domácími, perskými, ale též s bengálskými kočkami. Videa lze zhlédnout na YouTube. V Rakousku se felinoterapii věnoval Mgr. E. Reisaus, používal název felinaltherapy. Používal kočky domácí a britské.